# 叻拋縣
叻拋區（皇家轉寫：Lat Phrao）是泰國首都曼谷轄下的50個区之一。叻拋縣總面積為21.5平方公里。

## 概述
根據泰國官方於2017年所作的人口調查數據顯示：居住於叻拋縣的總人口數量為120394人。叻拋縣的人口密度為每平方公里5,599.72人。
叻拋縣議會有七名議員，每名議員任期四年。上次選舉於2006年4月30日舉行。結果是泰愛泰黨獲得七個席位。